# Ocelot argentyński
Ocelot argentyński, kot argentyński, kot Geoffroya (Leopardus geoffroyi) – gatunek drapieżnego ssaka z podrodziny kotów (Felinae) w obrębie rodziny kotowatych (Felidae). Strefy hybrydyzacji stwierdzono w południowej Brazylii, gdzie zasięg L. geoffroyi pokrywa się z zasięgiem L. tigrinus.

## Taksonomia
Gatunek po raz pierwszy zgodnie z zasadami nazewnictwa binominalnego opisali w 1844 francuscy zoolodzy Alcide d’Orbigny & Paul Gervais nadając mu nazwę Felis geoffroyi. Holotyp pochodził z brzegi rzeki Río Negro, w Patagonii.
Ostatnie analizy mikrosatelitarne i mtDNA wykazały istnienie monofiletycznej linii, co sugeruje, że L. geoffroyi zachował dużą populację panmiktyczną od czasu oddzielenia się od linii z L. pardalis. Analizy filogenetyczne nie potwierdziły istnienia żadnego podgatunku. Autorzy Illustrated Checklist of the Mammals of the World uznają ten gatunek za monotypowy.

### Etymologia
- Leopardus: gr. λεοπαρδος leopardos „lampart, pantera”[21].
- geoffroyi: prof. Étienne Geoffroy Saint-Hilaire (1772–1844), francuski przyrodnik[22].

## Zasięg występowania
Ocelot argentyński występuje w południowej Ameryce Południowej od środkowej Boliwii po południowe Chile i południową Argentynę, włącznie z południową Brazylią, Paragwajem i Urugwajem.

## Charakterystyka ogólna
Długość ciała (bez ogona) 43–48 cm, długość ogona 23–40 cm; masa ciała 1,8–7,8 kg; dorosłe samce są cięższe od dorosłych samic. Ma delikatną budowę ciała. Futro jest barwy srebrnoszarej lub brązowej z czarnymi plamkami, które w niektórych miejscach mogą tworzyć prążki. Czarne ubarwienie jest rzadko spotykane.

## Ekologia
Zasiedla tereny trawiaste (pampa) i luźno zalesione. Jego pokarm stanowią gryzonie, małe gady i owady. Koty te dobrze się wspinają, są dobrymi pływakami. Po ciąży trwającej 71 dni samica w grocie lub krzakach rodzi 2-3 młode.